# Rhetinantha
Rhetinantha es un género con doce especies de orquídeas epifitas que anteriormente estuvieron incluidas en el género Maxillaria. Es originario de México y Sudamérica tropical.

## Especies
- Rhetinantha aciantha (Rchb.f.) M.A.Blanco, Lankesteriana 7: 534 (2007).
- Rhetinantha acuminata (Lindl.) M.A.Blanco, Lankesteriana 7: 534 (2007).
- Rhetinantha encyclioides (J.T.Atwood & Dodson) M.A.Blanco, Lankesteriana 7: 534 (2007).
- Rhetinantha friedrichsthalii (Rchb.f.) M.A.Blanco, Lankesteriana 7: 534 (2007).
- Rhetinantha mariaisabeliae (J.T.Atwood) M.A.Blanco, Lankesteriana 7: 534 (2007).
- Rhetinantha monacensis (Kraenzl.) M.A.Blanco, Lankesteriana 7: 534 (2007).
- Rhetinantha neilii (Dodson) M.A.Blanco, Lankesteriana 7: 534 (2007).
- Rhetinantha notylioglossa (Rchb.f.) M.A.Blanco, Lankesteriana 7: 535 (2007).
- Rhetinantha ophiodens (J.T.Atwood) M.A.Blanco, Lankesteriana 7: 535 (2007).
- Rhetinantha pastorellii (D.E.Benn. & Christenson) M.A.Blanco, Lankesteriana 7: 535 (2007).
- Rhetinantha schistostele (Schltr.) M.A.Blanco, Lankesteriana 7: 535 (2007).
- Rhetinantha scorpioidea (Kraenzl.) M.A.Blanco, Lankesteriana 7: 535 (2007).
- Rhetinantha witsenioides (Schltr.) M.A.Blanco, Lankesteriana 7: 535 (2007).